# ويليام ألفيس
ويليام ألفيس (بالبرتغالية: William Alves‏) (29 أبريل 1987 في البرازيل - ) هو لاعب كرة قدم برازيلي في مركز الدفاع. لعب مع نادي جنوب الصين ونادي جوفنتودي ونادي جوينفيل ونادي كورينثيانز ونادي موجي ميريم ونادي ريو كلارو فوتيبول وClube Esportivo Bento Gonçalves ‏ وRio Branco Sport Club ‏ وAssociação Garibaldi de Esportes ‏ ونادي سانتا كروز ونادي فييرينسي ونادي ناوتيكو.

## وصلات خارجية
- ويليام ألفيس على موقع Soccerway.com (الإنجليزية)
- ويليام ألفيس على موقع AS.com (الإسبانية)